# Fanny Blankers-Koen Carrièreprijs
De Fanny Blankers-Koen Carrièreprijs is een sportprijs die in 2005 voor het eerst werd uitgereikt door het NOC*NSF. De prijs is vernoemd naar de in 2004 overleden atlete Fanny Blankers-Koen. Ontvangers van de trofee zijn sporters met buitengewone verdiensten voor de Nederlandse sport.
De eerste prijzen werden op 9 december 2005 in Turijn uitgereikt door toenmalig voorzitter van NOC*NSF, Erica Terpstra. Sindsdien wordt jaarlijks één sporter onderscheiden tijdens het NOS-sportgala. De beeldhouwster Karin Beek maakte voor de prijs een beeld van een hordeloopster. De winnaars worden op de sokkel van het beeld vermeld. Zelf ontvangen zij een penning.

## Overzicht winnaars
| Jaar | Laureaat                              | Sport                                 |
| ---- | ------------------------------------- | ------------------------------------- |
| 2005 | Johan Cruijff                         | Voetbal                               |
| 2005 | Sjoukje Dijkstra                      | Kunstschaatsen                        |
| 2005 | Anton Geesink                         | Judo                                  |
| 2005 | Nico Rienks                           | Roeien                                |
| 2005 | Ard Schenk                            | Schaatsen                             |
| 2006 | Leontien Zijlaard-van Moorsel         | Wielersport                           |
| 2007 | Peter Blangé                          | Volleybal                             |
| 2008 | Inge de Bruijn                        | Zwemmen                               |
| 2010 | Pieter van den Hoogenband             | Zwemmen                               |
| 2011 | Edwin van der Sar                     | Voetbal                               |
| 2012 | Anky van Grunsven                     | Paardensport                          |
| 2013 | Teun de Nooijer                       | Hockey                                |
| 2014 | Rintje Ritsma                         | Schaatsen                             |
| 2015 | Joop Zoetemelk                        | Wielersport                           |
| 2016 | Esther Vergeer                        | Rolstoeltennis                        |
| 2017 | Yvonne van Gennip                     | Schaatsen                             |
| 2018 | Marianne Timmer                       | Schaatsen                             |
| 2019 | Richard Krajicek                      | Tennis                                |
| 2020 | Geen verkiezing wegens coronapandemie | Geen verkiezing wegens coronapandemie |
| 2021 | Hennie Kuiper                         | Wielersport                           |
| 2021 | Bibian Mentel                         | Snowboarden                           |
| 2022 | Jan Janssen                           | Wielersport                           |
| 2023 | Ada Kok                               | Zwemmen                               |
| 2024 | Ruud Gullit                           | Voetbal                               |

Sportman · Sportvrouw · Sportploeg · Paralympische sporter · Talent · Coach · Carrièreprijs